# عمرو أديب
عمرو أديب (23 أكتوبر 1963 -) هو مقدم برامج مصري حاصل على الجنسية السعودية، يرأس محطة نجوم إف إم إذاعة مصرية، ويشارك في إدارة عدد من المشروعات التي يمتلكها «آل أديب» في مصر.

## عن حياته
تزوج مرتين الأولى من «أماني سوكا» ولديه منها خالد، ولاحقاً تزوج من الإعلامية لميس الحديدي ولديه ولدان ويعيش في القاهرة. أعلن في نوفمبر 2023 عن حصوله على الجنسية السعودية.

## حياته الفنية والإعلامية
ظهر في دور صغير في فيلم عيون الصقر عام 1992، وشارك في التمثيل بدور «مصطفى أمين» في فيلم كوكب الشرق الذي دار حول قصة حياة «أم كلثوم» واستعان به المخرج الأردني «محمد عزيزية» في إحدى حلقات مسلسل «قضية رأي عام»، كما أنه يقدم البرنامج الحواري الحكاية على قناة إم بي سي، وهو ابن السيناريست عبد الحي أديب، وأخو المخرج عادل أديب والإعلامي عماد أديب صاحب شركة جود نيوز. درس في كلية فكتوريا القاهرة ودرس الإعلام في جامعة القاهرة.

## مناصبه وأعماله
يستضيف عمرو أديب لمشاركته في تقديم برنامج القاهرة اليوم سابقا، بعد رحيل زميلته السابقة نيرفانا إدريس من البرنامج وأشهر من يقدم البرنامج معه عزت أبو عوف الذي يطلق عليه عمرو (مستر اييزت) ورجاء الجداوي وضياء رشوان مدير مركز الأهرام للدراسات والمحامى خالد أبو بكر والإعلامي محمد مصطفى شردي وأحمد موسى بالإضافة إلى مشاركة مع الصحفي حمدي رزق الذي يقدم فقرة استعراض صحافة اليوم التالي، والذي أصبح بعد فترة من مشاركته في البرنامج رئيسا لتحرير مجلة المصور.
كما يرأس تحرير جريدة العالم اليوم، وهو المدير التنفيذي لإذاعة نجوم إف إم الغنائية والجريدة والإذاعة تابعين لشركة جود نيوز المملوكة لأخيه عماد الدين أديب، بعدها انتقل للعمل مقدماً لبرنامج «كل يوم» على قناة أون إي، والذي استمر في العمل فيه لمدة سنة، ثم انتقل حالياً للعمل في قناة إم بي سي مصر للعمل مقدماً لبرنامج «الحكاية».
قدّم بودكاست Big Time على منصة "شاهد" وشاشة MBC1 خلال شهر رمضان عام 2024م، بالاشتراك مع أصالة نصري.

## وصلات خارجية
- عمرو أديب على موقع IMDb (الإنجليزية)